# Association des états généraux des étudiants de l'Europe

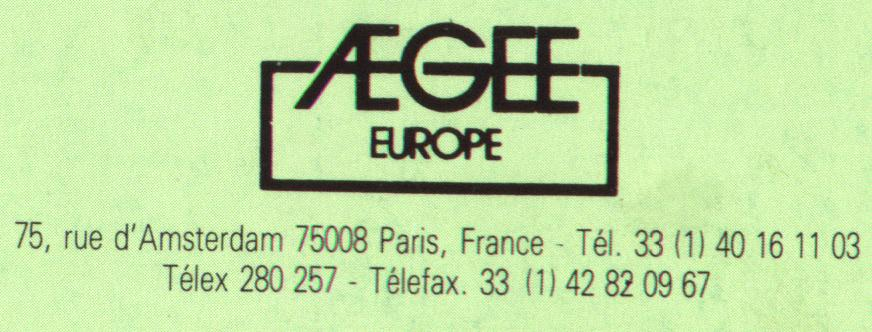
Ancien logo.

L’AEGEE (Association des états généraux des étudiants de l’Europe), connue également sous le nom de « Forum des Étudiants européens », est une organisation d'étudiants de l’européenne.
L'organisation est fondée à Paris en 1985. Elle compte aujourd'hui environ 13 000 membres dans 260 villes universitaires dans 42 pays européens.
L'AEGEE promeut l'unité européenne ainsi que la coopération, la communication et l'intégration transnationales dans l'environnement académique. Cela se traduit notamment par des échanges culturels l'été à travers l'Europe.

## Origine du nom
Son nom dérive, d'une part, de la mer Égée (Aegean Sea en anglais) dont les rives sont un des lieux de naissance de la démocratie, et d’autre part des états généraux de la Révolution française, l’un des premiers Parlements démocratiques des temps modernes.

## Histoire
L'EGEE nait en 1985 à la première conférence des EGEE, lorsque Franck Biancheri organise (citation?) une assemblée d'étudiants européens provenant de Paris, Leyde, Londres, Madrid, Milan et Munich. En 1986, l'EGEE établit des groupes de travail et organise un congrès trans-frontières à Nimègue.
En 1987, EGEE-Europe persuade François Mitterrand de soutenir le programme Erasmus[réf. nécessaire], un programme d'échange interuniversitaire européen financé par la Commission européenne.

« Nous sommes en contact avec plusieurs gouvernements pour essayer de faire comprendre qu'il y a une énorme demande : non pas dix pour cent, mais de vingt à trente pour cent [d'étudiants]. Et que le programme de bourses et d'échanges d'étudiants désireux de se perfectionner dans les universités des divers pays d'Europe n'est pas un gadget, mais une nécessité. Il faut que ceux qui ont maintenant vingt à vingt-cinq ans, et qui sont ceux qui vont faire l'Europe, acquièrent un sentiment européen dans leur formation. L'Europe de la technologie, de l'espace, de l'an 2000, c'est eux qui vont la mettre en place : avant qu'ils soient "aux affaires", "aux commandes", il convient qu'ils "sentent européens", qu'ils soient vraiment européens. »

— Franck Biancheri, Journal Le Soir du 21 mars 1987

carte des antennes de l'AEGEE

En 1988, l'organisation change son nom de EGEE en AEGEE. En 1989, l'AEGEE est parmi les premières organisations européennes à s'élargir au-delà du rideau de fer[réf. nécessaire]. En 1995, l'organisation déplace son quartier général à Bruxelles.
En 1998, l'AEGEE se rend pour la première fois à Chypre. L'AEGEE-Magusa rejoint l'AEGEE en 2001 comme première antenne de cette île. En 2001 et 2002, l'AEGEE organise de grands projets s'occupant de paix et stabilité dans le sud-est de l'Europe et dans la région de la mer Méditerranée. En 2003, l'AEGEE entreprend son premier voyage de cas d'étude dans le Caucase. La même année, AEGEE-Europe organise une conférence dans la zone tampon à Nicosie.

## Activités

Structure de l'AEGEE.

L'AEGEE organise des projets dans l'un de ses quatre domaines d'activités principaux : la société civile active, l'enseignement supérieur, la paix et la stabilité, et les échanges culturels.

### La société civile active
L'AEGEE est une organisation indépendante qui n'est liée à aucun parti politique. Elle bénéficie d'une étroite coopération avec des gouvernements, des institutions publiques et des organisations non gouvernementales (ONG). L'AEGEE organise des conférences sur des thèmes divers comme les relations Russie-Europe, le populisme,"cassez les barrières de la langue!"...

### L'enseignement supérieur
L'AEGEE est représentante des étudiants qui s'intéressent à la dimension européenne de l'enseignement supérieur. Elle appuie non seulement la mobilité d'étudiants en Europe, mais aussi l'enseignement de langues étrangères et la coopération internationale dans le secteur académique. L'organisation brigue le développement supplémentaire des programmes d'éducation européens. Ces étudiants sont regroupés dans des antennes (une par ville). Chaque antenne doit signer une convention d'adhésion avant de devenir officielle et pouvoir utiliser le nom AEGEE. Chaque antenne doit être approuvée par le comité directeur.

### Echanges culturels
Chaque été, des dizaines de summer universities sont organisées, il s'agit de l’activité la plus populaire de l'association.
Cela consiste en un voyage organisé par une ou plusieurs antennes d'AEGEE durant deux semaines afin de comprendre et explorer le multiculturalisme européen avec une trentaine de jeunes. On peut citer par exemple une summer university sur le thème de la Russie allant de Saint-Pétersbourg à la Sibérie en prenant le Transsibérien, une autre sur la culture allemande et la bière, une troisième en Roumanie sur la culture Roumaine et légendes de la Transylvanie.

## Affiliations et plateforme
AEGEE-Europe est impliquée dans de plus grandes plateformes et travaille avec de nombreuses autres institutions et organisations internationales, afin d'apporter une perspective étudiante à chacun des processus.
AEGEE-Europe est un membre à part entière du Forum européen de la jeunesse. Au cours de son histoire, AEGEE a eu deux représentants au Conseil d'administration du Forum européen de la Jeunesse.
AEGEE-Europe est également membre à part entière du Mouvement européen international (MEI).
AEGEE-Europe est également membre à part entière de la Plate-forme pour l'éducation et la formation tout au long de la vie (LLLP).